# Carlos Nobre (cientista)
Carlos Afonso Nobre (São Paulo, 27 de março de 1951) é um meteorologista, pesquisador, professor universitário e político brasileiro, destacado principalmente na área dos estudos sobre o aquecimento global.
Comendador e grande oficial da Ordem Nacional do Mérito Científico e membro titular da Academia Brasileira de Ciências, é considerado um dos mais renomados meteorologistas do país e um dos cientistas brasileiros mais conhecidos mundialmente, tem sido um destacado mediador entre a ciência e o público leigo, falando publicamente em muitas oportunidades sobre os problemas ambientais e os desgovernos do progresso, alertando principalmente contra os perigos do aquecimento global.

## Biografia
Natural da capital paulista, Carlos é o irmão mais velho de quatro irmãos e uma irmã, entre eles os cientistas Antônio Nobre, Paulo Nobre e Ismael Nobre.
Graduou-se em Engenharia Eletrônica pelo Instituto Tecnológico de Aeronáutica em 1974, e no ano seguinte começou a trabalhar em Manaus no Instituto Nacional de Pesquisas da Amazônia (INPA). Isso abriu-lhe todo um novo campo de interesses, mas carecendo de formação adequada para pesquisar nele, fez um doutorado em Meteorologia no Massachusetts Institute of Technology. Ali permaneceria até 1982, estudando Meteorologia Dinâmica da Região Tropical com Jules Charney e  Jagadish Shukla, pioneiros da construção de modelos climáticos.
Voltou depois ao Brasil, sendo hoje cientista sênior do INPA, mas visitaria o exterior outras vezes em temporadas de pesquisa, como em 1988, quando iniciou estudos, como pesquisador visitante na Universidade de Maryland, que seriam reconhecidos como pioneiros na análise dos impactos do desmatamento sobre o clima, além de postular pela primeira vez a possibilidade de a Amazônia virar uma savana por decorrência do aquecimento global, com potencial extinção em massa em âmbito regional. Já trabalhou na coordenação de grandes projetos científicos na Amazônia, destacando-se o Experimento Anglo-Brasileiro de Observações do Clima Amazônico (ABRACOS), de 1990 a 1996, e o Experimento de Grande Escala da Biosfera-Atmosfera na Amazônia (LBA), de 1993 a 2000.
Entre suas muitas atribuições oficiais foi chefe do Centro de Previsão de Tempo e Estudos Climáticos e do Centro de Ciência do Sistema Terrestre do INPE, titular da Secretaria de Políticas e Programas de Pesquisa e Desenvolvimento do Ministério da Ciência e Tecnologia e Inovação, diretor do Instituto Nacional de Ciência e Tecnologia para Mudanças Climáticas, presidente do Conselho Diretor e vice-presidente do Comitê Científico do Painel Brasileiro de Mudanças Climáticas, secretário-executivo da Rede Brasileira de Pesquisas sobre Mudanças Climáticas Globais, chefe do Comitê Científico do International Geosphere Biosphere Programme, Alto Conselheiro Científico do Panel on Global Sustainability da ONU e membro do Conselho Científico da Secretaria-Geral da ONU. É membro da Academia Brasileira de Ciências e da Academia de Ciências dos Países em Desenvolvimento e senior fellow da divisão brasileira do World Resources Institute.

## Premiações e reconhecimentos
Carlos Nobre possui muitas distinções e prêmios em seu currículo, como o Prêmio Fundação Conrado Wessel para o meio ambiente, o Troféu José Pelúcio Ferreira de Meio Ambiente do Ministério da Ciência, Tecnologia e Inovação, o Prêmio Personalidade Ambiental do World Wildlife Fund, a Medalha Anchieta da cidade de São Paulo, a Ordem Nacional do Mérito Científico no grau de comendador e a prestigiada Medalha Alexander von Humbolt da União Europeia de Geociências. Tem grande bibliografia científica, sendo um autor de referência internacional.
Foi um dos autores principais do Quarto Relatório do Painel Intergovernamental sobre Mudanças Climáticas, pelo que recebeu, junto com toda a equipe envolvida, o Prêmio Nobel da Paz em 2007. No mesmo ano foi indicado um dos 100 brasileiros mais influentes pela revista Época, e Personalidade que Faz Diferença pelo jornal O Globo.
Foi homenageado pelo Instituto de Engenharia com o título de Eminente Engenheiro de 2020. Em 2021 a Associação Americana para o Avanço da Ciência lhe conferiu o prêmio Diplomacia da Ciência (Science Diplomacy), pela sua atuação na promoção da Ciência.
Foi eleito membro da Royal Society britânica em maio de 2022, se tornando o segundo brasileiro a fazer parte da entidade dedicada à ciência, ao lado de Dom Pedro II.
Em 2023, recebeu o título Doutor Honoris Causa pela Universidade Federal do Espírito Santo (UFES), devido a suas contribuições científicas nas áreas de meio ambiente e mudanças climáticas e pela defesa da Amazônia. Esta foi a primeira vez que o cientista recebeu um título Honoris Causa de uma universidade brasileira.